# Arcoppia bidentata
Arcoppia bidentata är en kvalsterart som beskrevs av Hammer 1979. Arcoppia bidentata ingår i släktet Arcoppia och familjen Oppiidae.

## Underarter
Arten delas in i följande underarter:
- A. b. bidentata
- A. b. sabahensis